# Estación de La Mina
La Mina es una estación de la línea T6 del Trambesòs situada sobre la Rambla de la Mina en el barrio de la Mina de San Adrián del Besós. Esta estación se inauguró el 15 de junio de 2008 siendo la única estación de la T6 y la que une la T4 con la T5.
| << cabecera                 | < estación     | línea | estación > | cabecera >>           |
| --------------------------- | -------------- | ----- | ---------- | --------------------- |
| Ciutadella \| Vila Olímpica | Parc del Besòs |       | Port Fòrum | Estació de Sant Adrià |

- Datos: Q8779970